# 브루스 P. 바우구스
브루스 P. 바우구스 (Bruce P. Baugus)는 미국 미시시피주 잭슨시에 있는 리폼드 신학교에서 철학과 신학교수이다. 그는 조직신학, 철학적 신학, 윤리학, 그리고 변증학을 가르치고 있다. 미국장로교교단(PCA)의 장로로서 그는 미시시피 밸리 장로회 총무이며 조직신임위원회 위원장이다.
매릴랜드 이스톤에서 태어나서 펜실베니아 주립대학교(Penn State Univ.)에서 지질학으로 1996년 학사를 1999년 써던 신학교에서 M.Div. 그리고 칼빈 신학교에서 2009년 철학과 윤리 신학으로 박사학위를 받았다. 저서로는 China’s Reforming Churches: Mission, Polity, and Ministry in the Next Christendom (Grand Rapids: Reformation Heritage Books, 2014) 비롯한 여러권이 있다.

## 같이 보기
- 리폼드 신학교